# Еспри-Мари Кузинери
Еспри-Мари Кузинери (на френски: Esprit-Marie Cousinéry) е френски дипломат, нумизмат, археолог и пътешественик.

## Биография
Еспри-Мари Кузинери е роден в 1747 година в Марсилия. Произхожда от големия род Кузинери. Започва дипломатическа служба в Османската империя. Работи като секретар и директор по икономическите въпроси на френското консулство в Солун, по-късно е консул в Смирна, в Розета и в Солун (1783 - 1785, 1786 - 1792) до избухването на революцията. След Реставрацията в 1814 година отново е консул в Солун до 1817 година. След пенсионирането си започва работа върху книга, описваща престоя му в Източното Средиземноморие. В 1831 година издава двутомния си труд „Пътуване в Македония“, в който описва бита и културата на българското и гръцкото население в областта, османската администрация и античните паметници. Книгата е богато илюстрирана с изображения на селища, археологически паметници и прочее.
| „ | Македония е населявана от много раси. Гърците и българите са най-многобройни. | “ |

От 1809 година Кузинери е член на Националното общество на антикварите на Франция, а от 1830 година на Академията на надписите и изящните изкуства. В Солун и при обиколките си из Македония, той създава богата и прецизно подредена сбирка от антични — тракийски, гръцки и римски монети. Днес сбирката на Кузинери е един от най-известните нумизматични фондове на Френската национална библиотека. Друга част от нумизматичната му колекция се съхранява в музеите на Мюнхен, Виена и други.
Умира в 1833 година.